# Totora (Cochabamba)
Totora est une petite ville du département de Cochabamba, en Bolivie, et le chef-lieu de la province de Carrasco. Sa population s'élève à 1 925 habitants lors du recensement de 2012.

## Géographie
Totora (en quechua : t´utura) se trouve dans la municipalité de José Carrasco. Elle est située à une altitude de 2 795 m, dans les hautes vallées de la Cordillère orientale, sur le cours supérieur du río Sauces. Totora est reliée à la capitale du département, Cochabamba, par une route asphaltée longue de 142 km.

Elle est notamment caractérisée par la conservation de l'architecture coloniale.

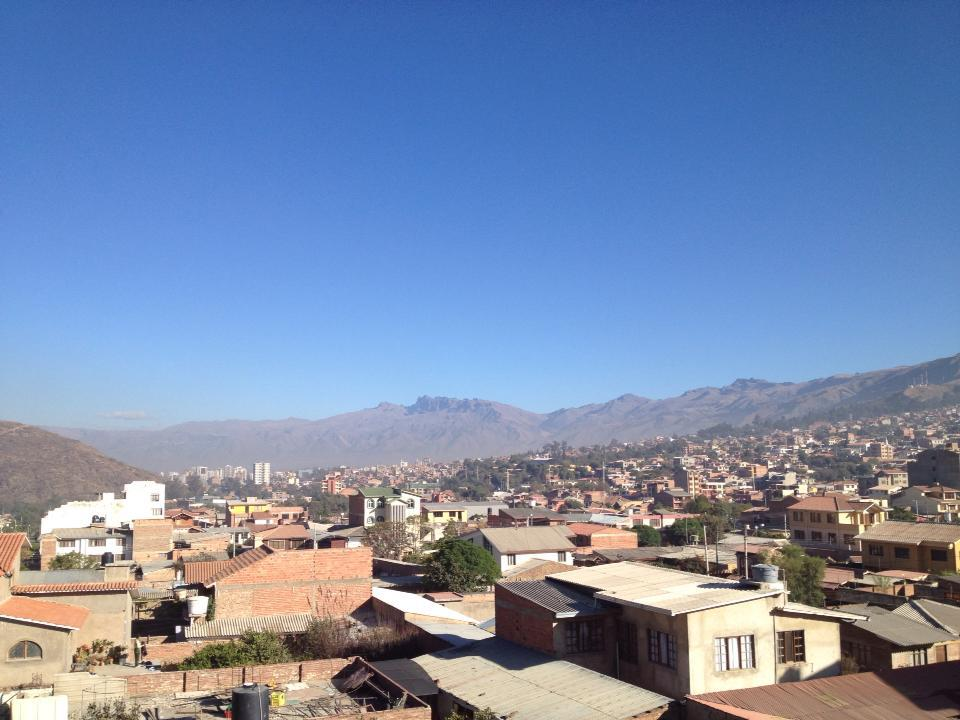
Panorama de Totora.
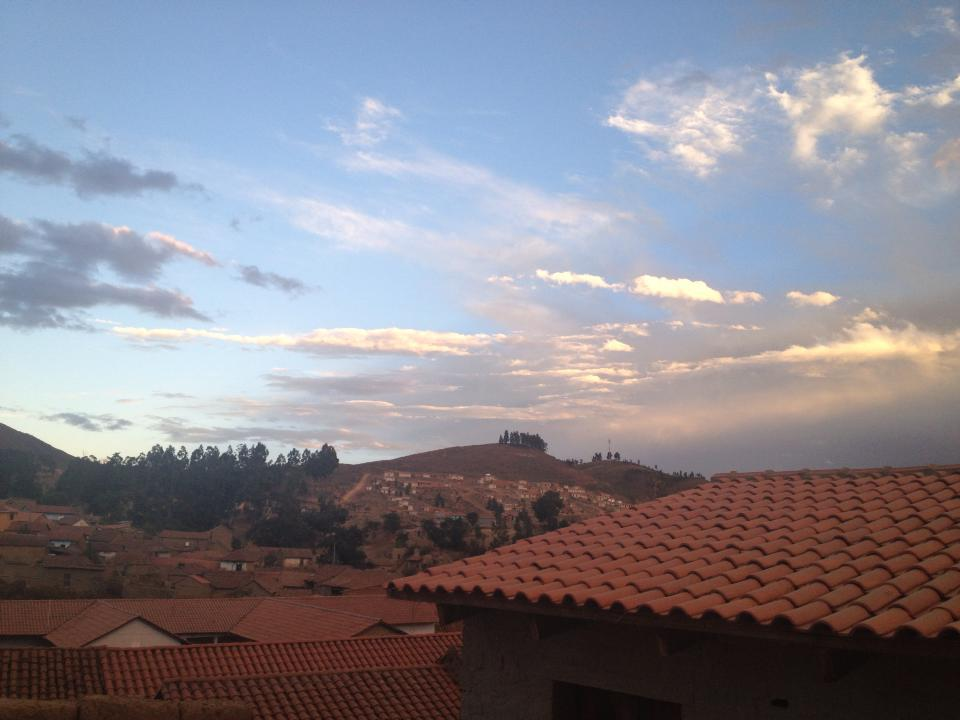
Toits de maisons à Totora.
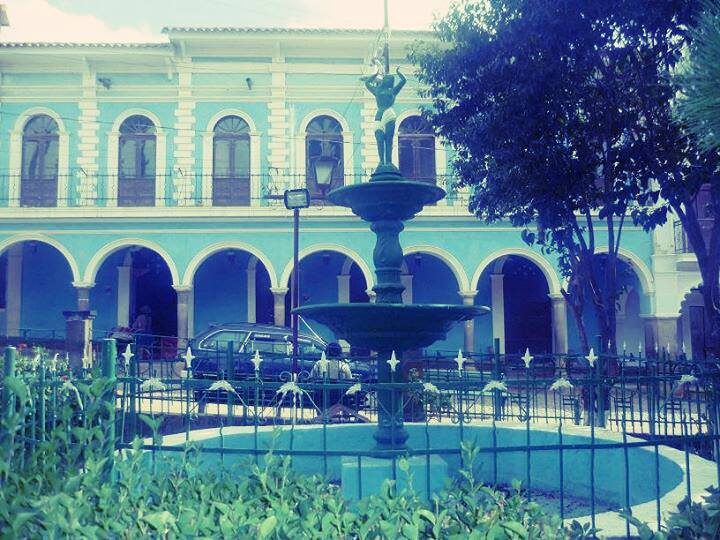
Plaza de Totora.
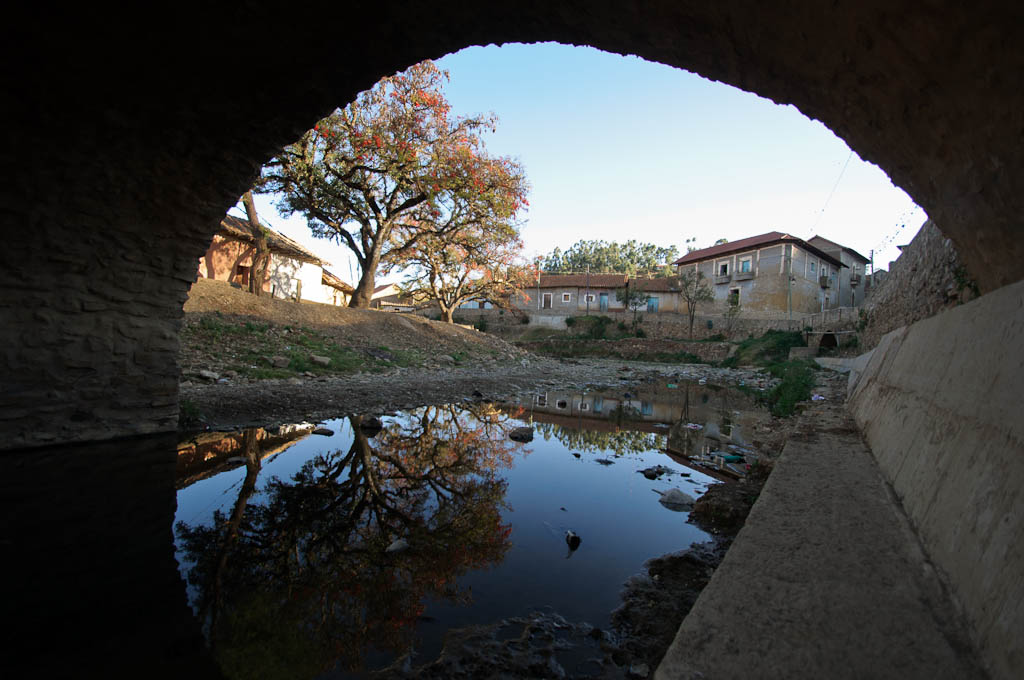
Paysage depuis le tunnel.

## Localisation
La municipalité de Totora se trouve à 142 km au sud-ouest de la ville de Cochabamba, sur l'ancienne route menant à Santa Cruz et à Chuquisaca.

## Climat
La température moyenne au long de l'année est de 18 °C.

### Précipitations
Les précipitations de pluie ont lieu de décembre à février. La moyenne de précipitation est de 96 mm au printemps, 290 mm l'été, 85 mm l'automne et 7 mm l'hiver.

### Pression
La pression barométrique est de 749 millibars.

## Population
Le tableau suivant présente l'évolution de Totora selon les différents recensements boliviens.
| 1992  | 2001  | 2012  | 2022 |
| ----- | ----- | ----- | ---- |
| 1 347 | 1 597 | 1 925 | -    |